# Iruña (Paraguai)
Iruña é um distrito do Paraguai localizado no departamento do Alto Paraná. 

## Transporte
O município de Iruña é servido pela seguinte rodovia:
- Ruta 06, que liga Minga Guazú ao município de Encarnación (Departamento de Itapúa)
- Caminho em rípio ligando a cidade ao município de Ñacunday [1][2][3]
- Caminho asfaltado do município até a Ruta o6.